# Nicolas Cauwe
 (juillet 2016).
Si vous disposez d'ouvrages ou d'articles de référence ou si vous connaissez des sites web de qualité traitant du thème abordé ici, merci de compléter l'article en donnant les références utiles à sa vérifiabilité et en les liant à la section « Notes et références ».
Nicolas Cauwe, né le 25 juin 1961 à Uccle (Belgique), est un archéologue belge, conservateur des collections de Préhistoire nationale et générale ainsi que des collections d’Océanie aux Musées royaux d'art et d'histoire de Bruxelles.
Il est également chargé de cours invité à l'université catholique de Louvain et donne régulièrement des leçons dans différentes universités étrangères.
Il est surtout connu pour ses recherches archéologiques sur l’Île de Pâques et les implications de celles-ci sur l'histoire de l'île. Il communique sur les résultats de ses recherches via des publications, des expositions mais aussi de nombreuses conférences.

## Biographie
En 1984, Nicolas Cauwe est diplômé d'histoire de l'art et archéologie à l'université de Liège. Il complète sa formation par un certificat de troisième cycle (orientation Archéologie préhistorique) et un doctorat en philosophie et lettres, obtenu en 1997 avec la mention « la plus grande distinction et les félicitations du jury ».
Après ses études, il exerce plusieurs fonctions : collaborateur scientifique dans plusieurs universités belges (université libre de Bruxelles, université de Liège), chargé de cours invité à l’université catholique de Louvain, assistant aux Musées royaux d'art et d'histoire et titulaire des collections de Préhistoire générale de ce musée dès 1998.
En 2007 il est nommé chef de travaux aux Musées royaux d'art et d'histoire ainsi que titulaire des collections d’Océanie.
Il occupe aussi plusieurs fonctions en tant qu’administrateur ou membre d’associations et de sociétés scientifiques. Il est membre de l'Académie royale des sciences d'outre-mer, Classe des sciences humaines.
Nicolas Cauwe poursuit ses recherches dans plusieurs domaines, surtout liés à la Préhistoire : sépultures collectives, rapports entre le Mésolithique et le Néolithique en Europe, le Paléolithique en Sibérie, pour n’en citer que quelques-uns.
Si sa carrière fut essentiellement axée sur ce domaine de recherche jusqu'en 1999, elle a alors pris une tournure particulière. Les MRAH, où il travaille depuis 1992, désirent en savoir plus sur le contexte archéologique de la sculpture ramenée de l’île de Pâques (le moaï Pou Hakanononga) en 1934-1935 par l’expédition Alfred Métraux-Henri Lavachery. Lors des premières fouilles, l'équipe d'archéologues est confrontée à des faits de terrain incompatibles avec les théories en cours (guerre civile et effondrement culturel à la suite d'une surexploitation des ressources). Un programme de fouilles ambitieux rassemblant une équipe multidisciplinaire fut donc lancé dès 2001 sous la codirection de Nicolas Cauwe et Dirk Huyge puis, en 2007, sous la seule direction de Nicolas Cauwe. Il s’intéresse entre autres à la déconstruction des monuments pascuans et aux anciens monuments cultuels de l’île de Pâques.
Ces fouilles, qui avaient déjà donné lieu à un ouvrage collectif paru en 2008, ont donné naissance en 2011 à un ouvrage bousculant nombre d’idées reçues, Ile de Pâques, le grand tabou.

### Ouvrages
- Nicolas Cauwe (dir.), L’île de Pâques : faux mystères, vraies énigmes, Treignes, Editions du Cédarc, 2008. (Guides archéologiques du Malgré-Tout, catalogue d’exposition), 128 p. (ouvrage également édité en néerlandais, sous le titre 'Paaseiland. Mythe en werkelijkheid, et en espagnol, sous le titre Isla de Pascua. Falsos miterios y enigmas verdaderos.)
- Île de Pâques : faux mystères & vraies énigmes - octobre 2018 - conférence vidéo
- Nicolas Cauwe, Ile de Pâques, le grand tabou : dix années de fouilles reconstruisent son histoire, Louvain-la-Neuve, Éditions Versant Sud, 2011.

### Articles
- Nicolas Cauwe, Dirk Huyge, Francina Forment, Sonia Haoa, "‘Ahu o Rongo’ Revisited: Preliminary Survey and Forthcoming Archaeological Investigations of a Ceremonial Centre on Rapa Nui (Easter Island), Chile", in Bulletin des Musées royaux d’Art et d’Histoire, 70, 1999, p. 123-133.
- Nicolas Cauwe, Dirk Huyge, "Promenade parmi les géants et les hommes-oiseaux. L’Archéologue", in Archéologie nouvelle, 51 (décembre 2000-janvier 2001), 2000, p. 8-12.
- Nicolas Cauwe, Dirk Huyge, Sonia Haoa Cardinali, Francina Forment, "The Ahu o Rongo Project : Archaeological Research on Easter Island, Chile", in XIVe Congrès international des Sciences Préhistoriques et Protohistoriques, 2-8 septembre 2001, Liège-Belgique. Pré-Actes. Liège, Université de Liège, 2001, p. 358.
- Nicolas Cauwe, Dirk Huyge, "Les MRAH organisent des fouilles à l’île de Pâques (Chili). Les origines de ‘Pou Hakanononga’. KMKG plannen archeologisch project op het Paaseiland (Chili). Pou Hakanononga’s roots", in Art et Histoire – Kunst en Geschiedenis, 4e année, n° 1, 2001, p. 8.
- Nicolas Cauwe, Dirk Huyge, "Île de Pâques. Une plate-forme cultuelle du XIIIe siècle", in Anthropologica et Præhistorica, 113, 2002, p. 140-141.
- Nicolas Cauwe, "Pou Hakanononga, le géant de l'île de Pâques", 2002. Voir site web pour les jeunes produit par les SSTC (version française : http://www.belspo.be/young/frameset.asp?language=fr&DocID=pou1; version néerlandaise : http://www.belspo.be/young/frameset.asp?language=nl&DocID=pou1).
- Nicolas Cauwe, Dirk Huyge (avec la collaboration de Francina Forment et Sonia Haoa), "The Ahu o Rongo Project: Archaeological Research on Rapa Nui", in Rapa Nui Journal, 16/1, 2002, p. 11-16.
- Nicolas Cauwe, Dirk Huyge, Johnny De Meulemeester, Morgan De Dapper, Wouter Claes, Dominique Coupé, Alexandra De Poorter, "Ahu Motu Toremo Hiva. Vie et mort de monuments cultuels sur l’île de Pâques", in Anthropologica et Præhistorica, 117, 2006, p. 89-114
- Nicolas Cauwe, Dirk Huyge, Morgan De Dapper, Johnny De Meulemeester, Dominique Coupé, Alexandra De Poorter, Wouter Claes, "New Data from Poike (Rapa Nui - Easter Island): Dynamic Architecture of a Series of Ahu", in Rapa Nui Journal, 20, 2006, p. 31-36.
- Nicolas Cauwe, Francina Forment, Dirk Huyge, "Pou Hakanononga", in België : les dix établissement scientifiques fédéraux. Bruxelles, Politique scientifique fédérale, 2006, p. 16-17.
- Nicolas Cauwe, Dirk Huyge, Morgan De Dapper, Johnny De Meulemeester, Dominique Coupé, Alexandra De Poorter, Wouter Claes, Serge Lemaitre, "Ahu Motu Toremo Hiva (Poike Peninsula, Easter Island): Dynamic Architecture of a Series of Ahu", in Program and Abstract of the VII International Conference on Easter Island and the Pacific. Migration, Identity and Cultural Heritage., Visby (Suède), Gotland University & Easter Island Foundation, 2007, p. 13.
- Nicolas Cauwe, "Île de Pâques. Vers une nouvelle histoire.", in Archéologia, 454, 2008, p. 34-51.
- Nicolas Cauwe, "La statue de l’île de Pâques conservée à Bruxelles.", in Tribal Art Magazine, 50, 2008, p. 124-129. (article également paru dans l’édition anglaise de cette revue, sous le titre "The Easter Island statue in Brussels").
- Nicolas Cauwe, "L’île de Pâques", in Arkeo Junior, 153, 2008, p. 22-29.
- Nicolas Cauwe, "Rapa Nui : destruction ou déconstruction ?", in Bulletin des Séances de l’Académie royale des Sciences d’Outre-Mer, 55, 2009, 123-133.
- Nicolas Cauwe, Dirk Huyge, Morgan De Dapper, Johnny De Meulemeester, Dominique Coupé, Alexandra De Poorter, Wouter Claes, Serge Lemaitre, Reem Al-sqhour, "Ahu Motu Toremo Hiva (Poike Peninsula, Easter Island): Dynamic Architecture of a Series of Ahu", cité dans : Paul Wallin, Hélène Martinsson-Wallin (dirs), Selected Papers from the VII International Conference on Easter Island and the Pacific: Migration, Identity, and Cultural Heritage, Visby, Gotland University Press (11), 2010, p. 47-56.

### Colloques et congrès
- Nicolas Cauwe, Cultes d’ancêtres à l’île de Pâques, Journée d’étude de la Société royale belge d’Anthropologie et de Préhistoire. Bruxelles, 11.03.2000
- Nicolas Cauwe, Dirk Huyge, Sonia Haoa Cardinali, Francina Forment, The Ahu o Rongo Project : Archaeological Research on Easter Island, Chile, XIVe Congrès de l'Union internationale des Sciences Préhistoriques et Protohistoriques. Liège, 06.09.2001.
- Ahu Motu Toremo Hiva (Poike Peninsula, Easter Island): Dynamic Architecture of a Series of Ahu, VII International Conference on Easter Island and the Pacific. Migration, Identity and Cutral Heritage. Visby (Suède), Gotland University & Easter Island Foundation, 20-25.08.2007
- Écologie et culture à l’île de Pâques, Colloque du GALF 2009 (Groupement des Anthropologues de Langue Française), Bordeaux, Université de Bordeaux 1 (Talence), 27-30.05.2009

### Expositions
- Commissaire, en collaboration avec Claire Bellier et Pierre Cattelain, de l’exposition Île de Pâques. Faux mystères, vraies énigmes qui s’est tenue au Musée du Malgré-Tout à Treignes, du 9 janvier au 31 août 2008.
- Conseiller scientifique et rédacteur de notices pour l’exposition Île de Pâques le grand voyage, Montréal (Canada), Musée archéologique du Québec à la Pointe-à-Callière, exposition qui a été inaugurée le 7 juin 2010.